# Polly Pocket

Logo

Polly Pocket ist das eingetragene Warenzeichen einer Spielzeugserie, die seit 1989 hergestellt wird. Ursprünglich wurde sie von der britischen Firma Bluebird produziert. 1998 kaufte die US-amerikanische Firma Mattel die Marke Bluebird ab.
Von Anfang an wurden für diese Serie jährlich zahlreiche Artikel produziert, von denen nur ein Teil in den deutschen Spielzeughandel gelangte, was heute immer noch der Fall ist.

## Das ursprüngliche „Polly Pocket“-Konzept von Bluebird
Das Produkt wurde 1983 von dem britischen Designer Chris Wiggs für seine Tochter entworfen. In eine alte Puderdose fügte er ein Haus für kleine Figuren von knapp 1 cm Größe ein. Die Firma Bluebird Toys aus der englischen Stadt Swindon erwarb das Konzept und stellte die ersten Polly Pockets 1989 her. Anfangs wurden sie in bunten Plastikdosen mit einem Durchmesser von knapp 10 cm verkauft. Das Innere war als Gebäude gestaltet, in dem die Püppchen wohnten, einkauften, arbeiteten, Urlaub machten usw. Die Hauptfigur war „Polly Pocket“, ein blondes Mädchen mit rotem Kleid und Haarband. Zusammen mit einer weiteren Figur (entweder eine weitere Person oder ein Haustier) war sie in jeder Schatulle zu finden. Die menschlichen Figuren bestanden aus zwei mit einem Scharnier verbundenen Teilen (das obere waren Kopf, Arme und Rumpf, das untere waren die Beine), so dass sie sich bücken oder hinsetzen konnten. Sie hatten Kugelköpfe, einfach gestaltete Körper und sparsam angedeutete Gesichter. Die Tiere waren unbeweglich.
Bald kamen größere und kleinere Dosen sowie Artikel wie Buntstiftkästen, Schmuckschatullen, Kinderschmuck (mit integrierten Figürchen) hinzu. Während in den ersten Jahren allenfalls die Türen im Gebäude beweglich waren, wurden die Dosen bald raffinierter gestaltet: es gab mehrere bewegliche Teile und schließlich sogar Schatullen mit Beleuchtung oder Spieluhr. Auch die Puppen wurden beweglicher: einige konnten die Beine spreizen und somit auf Pferden reiten, einige konnten die Arme bewegen oder den Kopf drehen.
Diese frühesten Polly-Pocket-Artikel werden bereits gesammelt und erreichen je nach Alter schon erhebliche Preise. Sie alle bestehen aus Hartplastik.

## Das abgewandelte „Polly Pocket“-Konzept von Mattel
In den frühen neunziger Jahren schlossen der Spielzeugkonzern Mattel und Bluebird Toys ein Vertriebsabkommen; daher sind Polly-Pocket-Artikel bereits in Mattels Prospekten dieser Zeit zu finden. 1998 hatte die Marke starke Umsatzeinbrüche und Bluebird Toys wehrte mehrere feindliche Übernahmen ab. Im letzten Quartal des Jahres wurde der Betrieb dann von Mattel aufgekauft.
Die Marke „Polly Pocket“ wurde im ersten Jahr danach unverändert weitergeführt, dann aber langsam abgewandelt. 1999 erschienen Puppen mit anatomisch realistischer gestalteten Körpern, die knapp 2 cm groß und meistens mehrfach beweglich waren. Auch diese Figuren befanden sich noch in Schatullen oder Dosen. Diese Reihe wurde nach Einführung des neuen Konzepts nicht mehr weitergeführt.

## Das neue „Polly Pocket“-Konzept von Mattel
Seit 2002 gibt es Polly Pocket in der Form, in der sie noch heute verkauft wird: 8 cm große Puppen aus Weichplastik, die man mit beigefügten Kleidungsstücken aus einem latexähnlichen Material anziehen kann. Bei den ersten Figuren dieser Art kleben die Kleidungsstücke dank ihrer gummiartigen Konsistenz an den Körpern; heute gibt es auch Puppen und Kleider mit eingearbeiteten Magneten. Mit diesem Konzept nähert sich Mattel seinem erfolgreichsten Produkt Barbie an. Da Polly aber sehr viel kleiner ist, nimmt sie im Kinderzimmer nicht soviel Platz weg. Daher können für sie auch viel mehr Wohnungen, Freizeitanlagen und Geschäfte angeboten werden.

## „Polly Pocket Magnetic Play Sets“
Von Mai 2003 bis ca. September 2006 verkaufte Mattel auch Sets mit Polly-Pocket-Figuren, die 4 cm groß und an Händen und Füßen mit Magneten mit einem Durchmesser von etwa 3 mm ausgestattet waren. Dazu gab es eine Magnetmatte, die mit Straßen, Wiesen und Plätzen bedruckt war. Darauf konnte man Häuser, Fahrzeuge und die Figuren stellen. Zu den einzelnen Sets gab es diverse Möbel, Accessoires und Tiere; auch diese hafteten dank der Magneten an ihrem Platz.
Jedoch besteht bei diesen Artikeln die Gefahr, dass die Magnete herausfallen (170 dokumentierte Fälle bis November 2006) und von Kindern verschluckt oder in andere Körperöffnungen wie Nase oder Ohren gesteckt werden können. Dies kann zu schweren bis hin zu tödlichen Verletzungen führen, vor allen Dingen, wenn sie in die Lunge geraten oder mehr als ein solcher Magnet in den Körper gelangt (in dem Fall können sich die Magnete durch Gewebe hindurch anziehen und zu Perforationen oder Darmverschluss führen). Die Sets wurden daher zurückgerufen. Seitdem ist es nicht mehr möglich, diese Sets/Figuren zu kaufen.